# 蕺叶秋海棠
蕺叶秋海棠（学名：Begonia limprichtii）为秋海棠科秋海棠属的植物，为中国的特有植物。分布在中国大陆的四川等地，生长于海拔500米至1,650米的地区，一般生长在灌丛下阴湿处、山坡阴处密林下或山坡林下阴湿处，目前已由人工引种栽培。

## 别名
七星花

## 异名
- Begonia houttuynioides Yu